# Calophasia biroi
Calophasia biroi är en fjärilsart som beskrevs av Aigner. Calophasia biroi ingår i släktet Calophasia och familjen nattflyn. Inga underarter finns listade i Catalogue of Life.